# Divisiones Regionales de la Región de Murcia 1957-58
Las divisiones regionales de fútbol son las categorías de competición futbolística de más bajo nivel en España, en las que participan deportistas aficionados, no profesionales. En las provincias de Murcia, Albacete y Alicante su administración corre a cargo de la Federación Regional Murciana de Clubes de Fútbol. Inmediatamente por encima de estas categorías estaba la Tercera División española.
En la temporada 1957-1958 las divisiones regionales se dividen en Primera Regional y Segunda Regional.
El campeón de Primera Regional asciende a Tercera División.

## Primera Regional

### Clasificación
|  |     | Equipos de fútbol      | PJ | G  | E | P  | GF | GC | Dif | Pts |
|  | --- | ---------------------- | -- | -- | - | -- | -- | -- | --- | --- |
|  | 1.  | Unión Iberia CF        | 20 | 14 | 1 | 5  | 81 | 30 | +51 | 29  |
|  | 2.  | CD Torre Pacheco       | 20 | 13 | 2 | 5  | 61 | 35 | +26 | 28  |
|  | 3.  | CD Ilicitano           | 20 | 12 | 1 | 7  | 70 | 31 | +39 | 25  |
|  | 4.  | Maestranza Albacete CF | 19 | 11 | 3 | 5  | 43 | 25 | +18 | 25  |
|  | 5.  | Rayo Ibense CF         | 20 | 11 | 2 | 7  | 48 | 37 | +11 | 24  |
|  | 6.  | Villena CF             | 19 | 8  | 3 | 8  | 42 | 61 | -19 | 19  |
|  | 7.  | Monóvar CD             | 20 | 8  | 1 | 11 | 44 | 59 | -15 | 17  |
|  | 8.  | Santiago CF            | 20 | 7  | 1 | 12 | 34 | 63 | -29 | 15  |
|  | 9.  | CD Torrevejense        | 20 | 6  | 1 | 13 | 34 | 54 | -20 | 13  |
|  | 10. | Guardia de Franco      | 19 | 6  | 0 | 13 | 32 | 49 | -17 | 12  |
|  | 11. | Atlético Lorquino      | 19 | 4  | 1 | 14 | 23 | 68 | -45 | 9   |
|  | 12. | Alhama CF              | 0  | 0  | 0 | 0  | 0  | 0  | 0   | 0   |

Pts = Puntos; PJ = Partidos Jugados; G = Partidos Ganados; E = Partidos Empatados; P = Partidos Perdidos; GF = Goles Anotados; GC = Goles Recibidos
|  | Asciende a Tercera División  |
|  | Desciende a Segunda Regional |

## Segunda Regional

### Clasificación Grupo 1
|  |    | Equipos de fútbol   | PJ | G | E | P | GF | GC | Dif | Pts |
|  | -- | ------------------- | -- | - | - | - | -- | -- | --- | --- |
|  | 1. | Betis Industrial CF | 10 | 6 | 0 | 4 | 23 | 17 | +6  | 12  |
|  | 2. | Escolar CF          | 10 | 5 | 2 | 3 | 19 | 22 | -3  | 12  |
|  | 3. | Los Ramos CF        | 10 | 5 | 1 | 4 | 31 | 31 | 0   | 11  |
|  | 4. | Unión Zeneta        | 10 | 5 | 0 | 5 | 33 | 27 | +6  | 10  |
|  | 5. | Isaac Peral CF      | 10 | 4 | 0 | 6 | 12 | 24 | -12 | 8   |
|  | 6. | Juvenia CF          | 10 | 3 | 1 | 6 | 20 | 17 | +3  | 2   |

Pts = Puntos; PJ = Partidos Jugados; G = Partidos Ganados; E = Partidos Empatados; P = Partidos Perdidos; GF = Goles Anotados; GC = Goles Recibidos
|  | Asciende a Primera Regional |

### Clasificación Grupo 2
|  |    | Equipos de fútbol | PJ | G | E | P  | GF | GC | Dif | Pts |
|  | -- | ----------------- | -- | - | - | -- | -- | -- | --- | --- |
|  | 1. | CD Abarán         | 10 | 8 | 1 | 1  | 33 | 8  | +25 | 17  |
|  | 2. | CD Bullense       | 10 | 6 | 0 | 4  | 21 | 28 | -7  | 12  |
|  | 3. | Caravaca CF       | 10 | 5 | 1 | 4  | 25 | 22 | +3  | 11  |
|  | 4. | CD Calasparra     | 10 | 4 | 1 | 5  | 18 | 20 | -2  | 9   |
|  | 5. | Jumilla CF        | 10 | 5 | 1 | 4  | 32 | 15 | +17 | 8   |
|  | 6. | Guardia de Franco | 10 | 0 | 0 | 10 | 7  | 43 | -36 | 0   |

Pts = Puntos; PJ = Partidos Jugados; G = Partidos Ganados; E = Partidos Empatados; P = Partidos Perdidos; GF = Goles Anotados; GC = Goles Recibidos
|  | Asciende a Primera Regional |